# Michael Stroukoff
Michael Stroukoff (29. ledna 1883, Jekatěrinoslav, Ruské impérium – 22. prosince 1973, Trenton, New Jersey, USA) byl letecký konstruktér ruské národnosti, který sloužil v Bílé armádě ještě předtím, než emigroval do Spojených států amerických. Poté, co nějaký čas působil jako architekt, začal pracovat ve společnosti Chase Aircraft, kde se zabýval konstrukcí transportních letounů pro United States Army Air Forces (USAAF) a letectvo Spojených států amerických (USAF). Později založil společnost Stroukoff Aircraft, kde se zabýval experimentálními projekty v letectví.

## Mládí
Narodil se 29. ledna 1883 ve městě Jekatěrinoslav (dnešní Dněpropetrovsk) v tehdejším Ruském impériu (dnes na Ukrajině). Stroukoff navštěvoval Kyjevský polytechnický institut, který absolvoval v roce 1908 se zaměřením na civilní inženýrství. Vstoupil do ruské carské armády, ve které sloužil i během 1. světové války. Po válce sloužil během Ruské revoluce v Bílé armádě, kde dosáhl hodnosti majora a obdržel řád svatého Jiří čtvrtého stupně. Po porážce „bílých“ bolševiky uprchl z Ruska a v roce 1922 emigroval do Spojených států.

## Americká kariéra

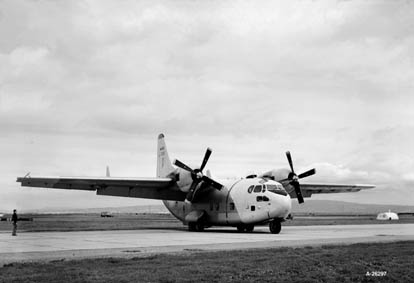
Stroukoff Aircraft YC-134A

Po své emigraci se začal Stroukoff věnovat architektuře a interiérovému designu, předtím než se stal hlavním konstruktérem a prezidentem společnosti Chase Aircraft. Jeho prvním návrhem byl dřevěný vojenský kluzák XCG-14 pro přepravu vojáků, který se později vyvinul ve větší kluzáky CG-18 a CG-20. Poslední z nich se stal největším kluzákem, který byl kdy vyroben v USA.
Po skončení 2. světové války upadly útočné kluzáky v nemilost oficiálních míst a byly nahrazeny poháněnými transportními letouny. Stroukoff tedy upravil kluzák CG-18 na prototyp letounu YC-122, kterých bylo nakonec vyrobeno jen několik kusů. Důležitější byla úprava kluzáku CG-20 na letoun C-123, který Stroukoff popisoval jako „okřídlený náklaďák“. Zatímco jeden z prototypů se stal prvním americkým transportním letounem s proudovým pohonem, byla to verze poháněná pístovými motory, která získala kontrakt letectva Spojených států amerických na sériovou výrobu transportních letounů. Kvůli omezené kapacitě společnosti Chase bylo 49% akcií prodáno společnosti Kaiser, která měla zmíněné letouny vyrábět. Avšak kvůli finančním skandálům společnosti Kaiser a politickým důvodům byla zakázka na výrobu letounů C-123 nakonec svěřena společnosti Fairchild a společnost Chase byla zrušena.
Stroukoff poté založil novou společnost s názvem Stroukoff Aircraft Corporation, která se zabývala prací na vylepšování strojů C-123. Za zmínku stojí hlavně verze YC-134, avšak ani jeden z jeho návrhů se nedočkal sériové výroby. V roce 1959 byla uzavřena i tato společnost.

## Smrt a odkaz
Stroukoff zemřel ve věku 90 let v nemocnici St. Francis Hospital v Trentonu v New Jersey, USA 22. prosince 1973.
Americká společnost kluzákového létání (Soaring Society of America) uděluje během mistrovství Spojených států větroňů (U.S. National Open Class Soaring Championships) cenu Larissa Stroukoff Memorial Trophy nejrychleji letícímu větroni na uzavřené trati, která byla navržena Stroukoffem.